# Phœnix (album)
Albums de Soprano
L'Everest
(2016) Chasseur d'étoiles
(2021)
Singles
1. À la vie à l'amour
Sortie : 6 septembre 2018
2. Zoum (feat. Niska)
Sortie : 26 octobre 2018
3. Fragile
Sortie : 15 février 2019
4. Le coach (feat. Vincenzo)
Sortie : 31 mai 2019
5. À nos héros du quotidien
Sortie : 10 octobre 2019
6. Musica (feat. Ninho)
Sortie : 31 octobre 2019
7. Papa Sopra
Sortie : 7 novembre 2019
8. Ninja
Sortie : 4 mars 2020
9. Chasseur d'étoiles (feat. P3GASE)
Sortie : 26 novembre 2020

Phœnix est le sixième album studio du chanteur français Soprano sorti le 9 novembre 2018.

## Historique
En avril 2019, soit cinq mois après sa sortie, l'album est certifié triple disque de platine avec plus de 300 000 ventes. En décembre 2019, soit un peu plus d'un an après sa sortie, l'album devient disque de diamant en atteignant le cap des 500 000 ventes.
Le 8 novembre 2019, l'album est réédité avec un deuxième CD contenant de nouvelles chansons, et intitulé Du Phœnix aux étoiles....

## Liste des pistes
| Phœnix | Phœnix                                    | Phœnix            | Phœnix                                              | Phœnix | Phœnix | Phœnix | Phœnix | Phœnix | Phœnix |
| No     | Titre                                     | Auteur            | Compositeur(s)                                      | Durée  |        |        |        |        |        |
| ------ | ----------------------------------------- | ----------------- | --------------------------------------------------- | ------ | ------ | ------ | ------ | ------ | ------ |
| 1.     | Intro (Renaissance)                       | Soprano           | DJ Mej, Djaresma                                    | 3:18   |        |        |        |        |        |
| 2.     | À la vie à l'amour                        | Soprano           | Koston, L'Algérino                                  | 3:19   |        |        |        |        |        |
| 3.     | Cantare (feat. Soolking)                  | Soprano, Soolking | DJ Mej, Djaresma                                    | 3:47   |        |        |        |        |        |
| 4.     | Miracle                                   | Soprano           | DJ Mej, P3GASE, Djaresma                            | 4:57   |        |        |        |        |        |
| 5.     | Ninja                                     | Soprano, Meryl    | DJ Mej, Le Motif                                    | 3:05   |        |        |        |        |        |
| 6.     | La voisine                                | Soprano           | DJ Mej, Djaresma                                    | 3:46   |        |        |        |        |        |
| 7.     | Coucou                                    | Soprano           | Le Motif, Joe Rafaa, Meryl                          | 2:44   |        |        |        |        |        |
| 8.     | Fragile                                   | Soprano           | DJ Mej, Djaresma                                    | 3:42   |        |        |        |        |        |
| 9.     | Zoum (feat. Niska)                        | Soprano, Niska    | P3GASE, Djaresma                                    | 4:06   |        |        |        |        |        |
| 10.    | Rampanpan (Introduction Tiken Jah Fakoly) | Soprano           | Djaresma, DJ Mej, Le Motif, Junior Alaprod, Pyroman | 3:30   |        |        |        |        |        |
| 11.    | L'équilibriste                            | Soprano           | DJ Mej, Djaresma                                    | 3:34   |        |        |        |        |        |
| 12.    | J't'ai dans les veines                    | Soprano           | DJ Mej, Joe Rafaa                                   | 3:57   |        |        |        |        |        |
| 13.    | Le coach (feat. Vincenzo)                 | Soprano, Vincenzo | DJ Mej, Djaresma                                    | 3:20   |        |        |        |        |        |
| 14.    | Plan B (feat. Ghali)                      | Soprano, Ghali    | Bigflo, Djaresma                                    | 4:08   |        |        |        |        |        |
| 15.    | Casanova                                  | Soprano           | DJ Mej, Djaresma                                    | 3:55   |        |        |        |        |        |
| 16.    | Outro (Encore une soirée...)              | Soprano           | DJ Mej, Djaresma                                    | 3:30   |        |        |        |        |        |
| 58:38  |                                           |                   |                                                     |        |        |        |        |        |        |

| Du Phœnix aux étoiles... | Du Phœnix aux étoiles...          | Du Phœnix aux étoiles... | Du Phœnix aux étoiles... | Du Phœnix aux étoiles... | Du Phœnix aux étoiles... | Du Phœnix aux étoiles... | Du Phœnix aux étoiles... | Du Phœnix aux étoiles... | Du Phœnix aux étoiles... |
| No                       | Titre                             | Auteur                   | Compositeur(s)           | Durée                    |                          |                          |                          |                          |                          |
| ------------------------ | --------------------------------- | ------------------------ | ------------------------ | ------------------------ | ------------------------ | ------------------------ | ------------------------ | ------------------------ | ------------------------ |
| 1.                       | Je suis...                        | Soprano                  | X-plosive                | 3:19                     |                          |                          |                          |                          |                          |
| 2.                       | À nos héros du quotidien          | Soprano                  | P3GASE                   | 3:53                     |                          |                          |                          |                          |                          |
| 3.                       | Azzura                            | Soprano                  | Djaresma                 | 3:33                     |                          |                          |                          |                          |                          |
| 4.                       | Papa Sopra                        | Soprano                  | Djaresma                 | 2:40                     |                          |                          |                          |                          |                          |
| 5.                       | Chasseur d'étoiles (feat. P3GASE) | Soprano, P3GASE          | P3GASE                   | 2:55                     |                          |                          |                          |                          |                          |
| 6.                       | Musica (feat. Ninho)              | Soprano, Ninho           | DJ Mej, Djaresma         | 3:22                     |                          |                          |                          |                          |                          |
| 7.                       | Cabeza (feat. Jul)                | Soprano, Jul             | Djaresma                 | 4:00                     |                          |                          |                          |                          |                          |
| 8.                       | Du temps plein (feat. Alonzo)     | Soprano, Alonzo          | Djaresma                 | 3:12                     |                          |                          |                          |                          |                          |
| 26:54                    |                                   |                          |                          |                          |                          |                          |                          |                          |                          |

## Clips vidéos
- À la vie à l'amour : 6 septembre 2018
- Zoum (feat. Niska) : 26 octobre 2018
- Fragile : 15 février 2019
- Le coach (feat. Vincenzo) : 7 juin 2019
- À nos héros du quotidien : 10 octobre 2019
- Papa Sopra : 7 novembre 2019
- Musica (feat. Ninho) : 30 janvier 2020
- Ninja : 4 mars 2020
- Chasseur d'étoiles (feat. P3GASE) : 26 novembre 2020

## Titres certifiés en France
- Ninja  Diamant
- À nos héros du quotidien  Diamant
- Zoum avec Niska  Platine
- Le coach avec Vicenzo  Platine
- Fragile  Or

## Classements et certification

### Classements hebdomadaires
| Classements (2018-)          | Meilleure position |
| ---------------------------- | ------------------ |
| France (SNEP)                | 2                  |
| Belgique (Wallonie Ultratop) | 4                  |
| Belgique (Flandre Ultratop)  | 134                |
| Suisse (Schweizer Hitparade) | 10                 |

### Certification
| Région        | Certification | Ventes/Streams |
| ------------- | ------------- | -------------- |
| France (SNEP) | Diamant       | 606 675        |